# 長風號驅逐艦
長風號驅逐艦是清朝末期订购的驱逐舰之一，为長風級驅逐艦首舰。本舰在清末下水，回国时清朝已经灭亡，由中华民国继承并改名“豫章”。本舰参加过护法舰队，後併入由閩系海軍為主力的中華民國海軍部麾下。1932年因浓雾触礁沉没。

## 设计和概述
清政府在甲午戰爭後曾向國外採購過一批驱逐舰，但庚子事变时回國服役的4艘海龙级驱逐舰全部被联军夺取。1909年，清政府派出载洵为首的考察团访问欧洲各国，并下达了大批军舰订单。清廷在重建海軍時也將驱逐舰列入建軍需求中，为此向德国希肖造船厂簽訂了3艘新驱逐舰订单。
本舰排水量390吨，长60.35米、宽6.5米、吃水1.8米。外形上中部干舷极低，加上行驶速度快，为了减少上浪问题，采用了高干舷、长艏楼的巡洋舰式舰艏设计；同时为改善驾驶室视野，司令塔前移，尽量紧贴着艏楼末端。动力方面，为两台垂直三胀式蒸汽机，由4座希肖（或译“硕效”）自制的水管锅炉提供蒸汽。设计动力6,500匹指示馬力（4,800千瓦特），最高航速32節（59每小時）；实际海试录得36節（67每小時）。
本舰主炮为两门75毫米炮，另有4门47毫米机关炮分布在两侧。鱼雷武器方面，为两具18英寸（457）鱼雷发射管，弱于同期德制驱逐舰的3发射管配置。

## 舰历
1910年，清政府向希肖造船厂下达了一艘驱逐舰的订单，代号为第一号驱逐舰，日后清政府拟定了“长风”一名。1911年2月23日，本舰建成下水，不过为了等待两艘姊妹舰伏波號、飛雲號，暂时留在德国。辛亥革命后，中华民国成立，清朝覆亡。民国政府以开具高额贴息国库券的方式，將本级訂單全數保留。10月31日，长风、伏波、飞云三舰返抵上海，11月7日接收完毕，入列中国海军。因姊妹舰与当年福建船政建造的炮舰重名而需改名，长风号也一并进行改名，得名“豫章”。
1912年護國戰爭结束后，海军陆续为各舰加装无线电设备。在主力舰艇接受改装之后，豫章号等三舰也陆续安装了西门子德律风根式接收机，为此三舰前后桅均加高以安装天线。此时三舰因舰况较新，航速快，北洋政府用来充当侦察和通信用。
1916年7月21日，海军总司令程璧光、第一舰队司令林葆怿率领驻扎在上海的5艘军舰南下。编队经过浙江象山时，驻扎在当地的豫章号以及运输舰福安号也跟随编队南下。程璧光到达广州后通电支持孙中山，护法舰队成立，程璧光就任护法军政府征闽海陆联合军总司令。同年12月7日，护法军发动北伐，进攻福建。豫章号、同安号参加了对潮汕地区的攻击行动。
1917年底，屬於旧桂系但支持孫中山的广东督军莫荣新与孙中山的护法军政府一方矛盾日趋激烈。1918年1月2日，大元帅府卫队人员在招兵时被捕，多名军官被杀。孙中山对此怒不可遏，决定攻入广东督军署處死莫榮新。陈炯明和程璧光均不支持孙中山的复仇行动，而此时豫章号、同安号两舰因吃水较浅，正停泊在广州市区内。因此1月3日，孙中山直接以大元帅名义下令两舰炮击督军署。两舰航行到距离督军府2000米处的琶洲岛，豫章号以主炮开火，但因为没有见到孙中山许诺的陆军行动，豫章号只放了几炮就停止了炮击。同安号则只是在一边观望，甚至都没有开火。事后莫荣新向孙中山道歉，而程璧光将吴志馨、温树德两人撤职，把豫章号、同安号带回黄埔。
1921年4月26日夜，护法舰队非闽籍军官高层举行会议，决定清洗舰队内的闽籍官兵，夺取各舰控制权。孙中山委任鱼雷局局长温树德为临时总指挥，长洲要塞司令陈策为副总指挥。27日行动队发动突袭，首先夺取了停驻于珠江内的永翔號、永丰号，豫章号、楚豫號等直接投降，未作抵抗。
1922年6月16日，陈炯明与孙中山发生了严重冲突，陈炯明以武力驱孙，粤军发动了第二次炮击越秀山事件。17日，孙中山率领豫章号、同安号、楚豫号、永丰号、永翔号等回到珠江，向陈炯明部炮击。不久温树德等与陈炯明议和，24日，温树德等通电要求孙中山下野。此时仅剩下永丰、楚豫、豫章、福安、舞鳳5舰和江防舰队仍继续支持孙中山。7月8日，陈炯明以20万元协饷送予海军，温树德与孙中山正式决裂；9日驻在长洲的海军陆战队司令孫祥夫也公开投靠陈炯明。10日，受长洲炮台威胁、仍效忠孙中山一方的各舰计划冲进珠江白鹅潭一带，靠近租界，希望能让陈部有所顾忌。凌晨各舰开始行动，以豫章号、永丰号、楚豫号的顺序突破粤军陆地炮兵封锁，各江防舰艇跟随其后。粤军进行炮击，永丰号受损较重，其他舰艇仅受轻伤。此时永翔号、同安号两舰也正好停泊在白鹅潭，孙中山一方进入白鹅潭时，同安号表示归顺，而永翔号自行脱身离去。7月底，回援的北伐军因粤军第一师阵前倒戈而败退。8月9日，孙中山见大势已去，撤离永丰号，前往上海，豫章号、同安号回到温树德手中。
1923年1月1日，滇、桂、粤联军会师，共同发动讨陈战争，1月16日攻入广州。此时温树德骑墙不定，一直在陈炯明、孙中山和北京政府之间摇摆。10月27日03时，永翔、楚豫、豫章、同安4舰灭灯离开广州，前往汕头与温树德的海圻、海琛、肇和3舰会合。12月18日，温树德率领7舰北上，护法舰队解散。出发不久，豫章号因机器故障，返回汕头进行维修。修理完成后豫章号单独北上，但在厦门附近遇到闽系中央海军练习舰队的應瑞號。应瑞号舰长陈绍宽命令豫章号跟随应瑞号返回，因此豫章号没有继续北上，而是归入中央海军第二舰队。
1927年南京国民政府成立，豫章号编入曾以鼎率领的鱼雷游击队。1932年1月21日，时任舰长任光海驾驶豫章号，在经过南通附近的长江时，因大雾不慎在天生港外的青天礁触礁沉没。事发后，高宪申指挥海容號前往事发地进行救助。但打捞作业很不顺利，多番尝试失败后，海军部只能被迫放弃豫章号。